# Weishan, Jining
Weishan är ett härad som lyder under Jinings stad på prefekturnivå i Shandong-provinsen i norra Kina.